# حشره‌خوار آویزان
 حشره‌خوار آویزان (نام علمی: Suncus megalura) نام یک گونه از سرده حشره‌خوارهای مشکین است.